# Nouvelles Éditions Oswald
Nouvelles Éditions Oswald (NéO) est une maison d'édition créée dans les années 1980, spécialisée dans la littérature populaire au sein de plusieurs collections, notamment dans le fantastique et le roman noir. Elle succède aux éditions P J Oswald, créées par Pierre-Jean Oswald (1931-2000), qui publiaient notamment des œuvres théâtrales et poétiques, le plus souvent à compte d'auteur.

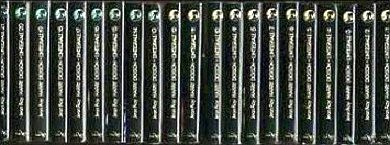
L'intégrale d'Harry Dickson par Néo en 21 tomes volumes.

## NéO: Le miroir obscur
Les couvertures sont de Jean-Claude Claeys.

## NéO: fantastique - SF - aventure
Cette maison d'édition, sous la direction de Pierre-Jean et Hélène Oswald, fait connaître des auteurs étrangers méconnus dans le domaine du fantastique. C'est une collection d'ouvrages d'auteurs dont beaucoup étaient inconnus en France (en particulier Clark Ashton Smith). 
Toutes les couvertures des ouvrages de cette collection sont illustrées par Jean-Michel Nicollet.

## Anthologie et biographies

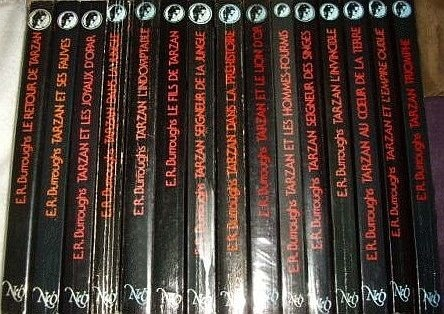
Tarzan, présenté en 15 volumes.

- Intégrale Harry Dickson, de Jean Ray (21 volumes)
- Intégrale Tarzan, de Edgar Rice Burroughs (incomplète, 15 volumes)
- Intégrale Arthur Conan Doyle (21 volumes)
- Fungi de Yuggoth et autres poèmes fantastiques, de H. P. Lovecraft
- Le Dictionnaire du diable, d'Ambrose Bierce
- Lovecraft, le roman de sa vie, de L. Sprague de Camp
- Chants de guerre et de mort, de Robert E. Howard
- Mais, d'Edgar Morin et Marek Halter
- Jeunes femmes rouges toujours plus belles…, de Frédéric H. Fajardie
- L'Ombre rouge et autres enquêtes d'Edmund Bell, de John Flanders

## NéO: Huitième art
Livres consacrés aux séries télévisées cultes.
- 1989 : Le Prisonnier, chef-d'œuvre télévisionnaire de Hélène Oswald et Alain Carrazé (dessins de Roland Topor, interviews de Patrick McGoohan et Isaac Asimov)
- 1990 :  Chapeau melon et bottes de cuir de Alain Carrazé et Jean-Luc Putheaud (avec Patrick Macnee, Diana Rigg, Linda Thorson et Brian Clemens)
- 1990 : Meurtres en séries Les séries policières de la télévision françaises par Jacques Baudou et Jean Jacques Schleret.
- 1991 : Destination Danger de Jacques Baudou et Philippe Ferrari (avec Patrick McGoohan)
- 1992 : Amicalement vôtre de Véronique Denize et Éric Martinet (avec Roger Moore, Terry Nation, etc.)
- 1992 : Les Feuilletons historiques de la télévision française, de Jacques Baudou et Jean-Jacques Schleret
- 1993 : Mission impossible, 20 ans après de Alain Carrazé et Martin Winckler (interviews de Barbara Bain, Peter Graves, Martin Landau et Greg Morris)
- 1994 : Les Grandes séries britanniques de Jacques Baudou et Christophe Petit (Huitième art “Les grandes séries”, 1994)
- 1994 : Les Grandes séries américaines des origines à 1970 par Alain Carrazé et Christophe Petit.
- 1995 : Les Grandes séries américaines de 1970 à nos jours par Alain Carrazé et Jean Jacques Schleret.
- 1995 : Merveilleux fantastique et SF à la télévision française de Jacques Baudou et Jean-Jacques Schleret (Huitième art “Les dossiers du 8e art”, 1995)
- 1996 : Les Nouvelles séries américaines et britanniques 1996 - 1997 par Alain Carrazé et Martin Winckler. Éditions brochée.

## La collection «Cabinet noir» aux éditions Manitoba/Belles Lettres
Collection dirigée par H. et Pierre-Jean Oswald.